# GoblinX

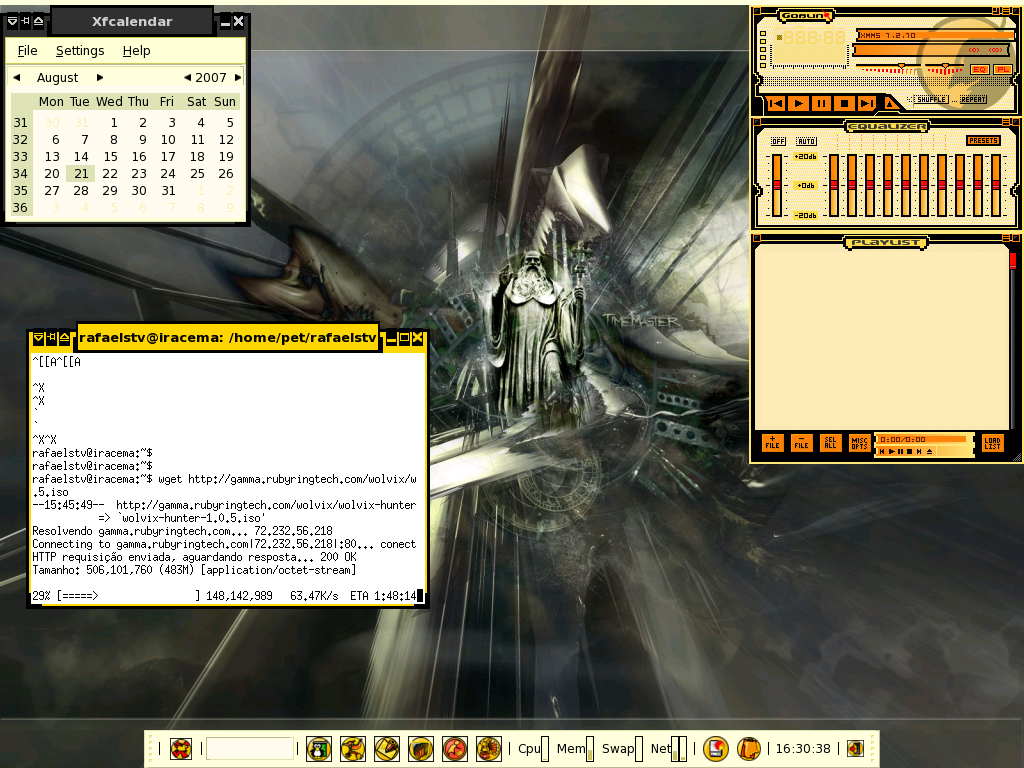
Goblin X

GoblinX Linux est une distribution Linux, plus précisément un liveCD pour découvrir le monde du libre. Il est basé sur la distribution Slackware, et accorde beaucoup d'importance à la facilité d'utilisation ainsi qu'à l'esthétique. En 2010, la distribution change de nom pour Imagineos.